# Episodi di Harley in mezzo (prima stagione)
La prima stagione di Harley in mezzo va in onda negli Stati Uniti su Disney Channel dal 14 febbraio 2016. In Italia viene trasmessa sul medesimo canale ed ha debuttato con il primo episodio il 17 settembre 2016, mentre i restanti episodi vengono trasmessi dal 30 ottobre dello stesso anno. In chiaro viene trasmessa dal 7 gennaio 2019 su Boing.
| nº | Titolo originale                 | Titolo italiano                     | Prima TV USA     | Prima TV Italia   |
| -- | -------------------------------- | ----------------------------------- | ---------------- | ----------------- |
| 1  | Stuck in the Middle              | Harley e la sua famiglia            | 14 febbraio 2016 | 17 settembre 2016 |
| 2  | Stuck in the Sweet Seat          | Harley e il posto migliore          | 11 marzo 2016    | 30 ottobre 2016   |
| 3  | Stuck with a Guy on the Couch    | Harley e il ragazzo sul divano      | 18 marzo 2016    | 6 novembre 2016   |
| 4  | Stuck at the Movies              | Harley e un pomeriggio al cinema    | 25 marzo 2016    | 6 novembre 2016   |
| 5  | Stuck at the Block Party         | Harley e la festa di quartiere      | 1 aprile 2016    | 13 novembre 2016  |
| 6  | Stuck in the Slushinator         | Harley e il granitatore             | 8 aprile 2016    | 13 novembre 2016  |
| 7  | Stuck in the Mother's Day Gift   | Harley e la festa della mamma       | 29 aprile 2016   | 20 novembre 2016  |
| 8  | Stuck in Harley's Comet          | Harley e la cometa                  | 13 maggio 2016   | 20 novembre 2016  |
| 9  | Stuck with Mom's New Friend      | Harley e la nuova amica della mamma | 20 maggio 2016   | 27 novembre 2016  |
| 10 | Stuck with My Sister's Boyfriend | Harley e il fidanzato di Rachel     | 3 giugno 2016    | 4 dicembre 2016   |
| 11 | Stuck with a Winner              | Harley e la sorella vincente        | 10 giugno 2016   | 4 dicembre 2016   |
| 12 | Stuck with No Rules              | Harley e le regole                  | 17 giugno 2016   | 27 novembre 2016  |
| 13 | Stuck in the Harley Car          | Harley e l'asilo sul risciò         | 18 luglio 2016   | 22 dicembre 2016  |